# 1136

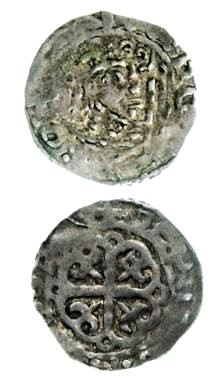
Eerste zilvergeld geslagen in Schotland

Het jaar 1136 is het 36e jaar in de 12e eeuw volgens de christelijke jaartelling.

## Gebeurtenissen
maart
- 22 - Gravin Mathilde van Boulogne wordt in Westminster Abbey gekroond tot koningin van Engeland.

juli
- 7 - Paus Innocentius II bevestigt in de bul Ex commisso nobis de onafhankelijkheid van de Poolse kerk. Gniezo is een aartsbisdom. Omdat het document een groot aantal Poolse namen bevat, geldt het als het begin van het geschreven Pools.

september
- september - Hertog Godfried V van Anjou begint een veldtocht tegen Normandië.

december
- 14 - De Noorse opstandeling Sigurd Slembe laat koning Harald Gille vermoorden. Sigurd laat na de moord de door Harald verminkte en naar een klooster verbannen Magnus de Blinde uit gevangenschap halen en plaatst hem weer op de troon. Dit doet hij waarschijnlijk om zijn eigen positie als tegenkoning te verstevigen. Omdat Magnus

niet erg geschikt is om te regeren, eist Sigurd de macht op uit naam van Magnus.
zonder datum
- Novgorod stuurt haar vorst Vsevolod weg. Begin van de Republiek Novgorod.
- Geoffrey van Monmouth voltooit de Historia regum Britanniae. (jaartal bij benadering)
- kloosterstichtingen: Chiaravalle della Colomba, Melrose Abbey, Salem
- David I van Schotland laat zilveren munten slaan. Hiermee krijgt zijn koninkrijk een eigen munt.
- Constance van Antiochië trouwt met Raymond van Poitiers.
- Bouw van de basiliek van Saint-Denis.
- Stadsbranden in Atrecht en Bergen.
- Voor het eerst genoemd: Aalbeke, Duffel, Hulsterloo, Mévergnies

## Opvolging
- Abbasiden - ar-Rashid opgevolgd door al-Muqtafi
- Auvergne - Willem VI opgevolgd door zijn zoon Robert III
- bisdom Halberstadt - Rudolf I in opvolging van Otto van Kuditz
- Lausitz - Hendrik van Groitzsch opgevolgd door Koenraad de Grote
- Luxemburg - Koenraad II opgevolgd door zijn tante Ermesinde, op haar beurt opgevolgd door haar zoon Hendrik IV
- Noorwegen - Harald IV opgevolgd door zijn zoons Inge I, Sigurd II en Magnus.
- Oostenrijk - Leopold III opgevolgd door zijn zoon Leopold IV
- Tempeliers (grootmeester, juni) - Hugo van Payns opgevolgd door Robert de Craon

## Geboren
- 22 juli - Willem van Poitou, Frans/Engels edelman
- 4 augustus - Humbert III, graaf van Savoye
- Amalrik I, koning van Jeruzalem (1163-1174)
- Bernard IV, graaf van Armagnac
- Agnes van Courtenay, echtgenote van Amalrik I (jaartal bij benadering)
- Raymond Berengarius III, graaf van Provence (jaartal bij benadering)

## Overleden
- 24 mei - Hugo van Payns (~65), eerste grootmeester van de Tempeliers
- 15 november - Leopold III (~63), markgraaf van Oostenrijk
- 14 december - Harald IV, koning van Noorwegen (1130-1136) (vermoord)
- Abraham Bar Hiyya (~66), joods-Catalaans wiskundige en filosoof
- Eustatius van Pacy, Frans edelman
- al-Jazari, Arabisch wetenschapper
- Jutta van Sponheim (~44), Duits heilige
- Koenraad II (~30), graaf van Luxemburg
- Willem VI, graaf van Auvergne (vermoedelijke jaartal)